# Dora, la espía
Dora, la espía (comercialitzada a Itàlia com Dora o le spie) és una pel·lícula de comèdia hispano-italiana del 1943 escrita i dirigida per Raffaello Matarazzo amb un guió basat en l'obra de Victorien Sardou. Fou protagonitzada per Maruchi Fresno i Adriano Rimoldi.

## Sinopsi
Dora, filla de la marquesa de Río Zares, és casa amb un polític anomenat Andrés. L'antiga promesa d'Andrés, la comtessa Zeicker, la difama dient que és una espia.

## Repartiment
- Maruchi Fresno... Dora de Rio Zares
- Adriano Rimoldi... Andres
- Francesca Bertini ... La princesa
- Jesús Tordesillas... El baró Venderkragt
- Guadalupe Muñoz Sampedro... La marquesa
- Manuel Arbó... El ministre
- Joaquín Bergía ... Tekli
- Emilio Cigoli ... Favrolle
- Ana Farra ... La comtessa Zeicker
- María Martín ... Donzella Lisa

## Premis
El 6 de juliol de 1944 la pel·lícula va aconseguir un premi econòmic de 100.000 ptes, als premis del Sindicat Nacional de l'Espectacle de 1944.